# خوان إيتوربي
خوان مانويل ايتوريي أريفالوس (بالإسبانية: Juan Piturbe) لاعب كرة قدم أرجنتيني، ولد في بيونس آيرس، يلعب حاليا لدى نادي روما .

## مسيرته الكروية
لعب خوان إيتوربي خلال مسيرته الاحترافية مع 11 ناديًا في ثمانية عشر موسمًا وسجل خلالها 25 هدفًا ضمن 208 مباراة. ولم يفز بأي موسم بالكأس وفاز في ثلاثة مواسم بالدوري.
خاض خوان إيتوربي مسيرته مع نادي سيرو بورتينيو في موسم 2009 واستمر معه طيلة ثلاثة مواسم، مشاركًا في 22 مباراة سجل خلالها 3 أهداف. ثم انتقل إلى نادي بورتو في موسم 2011–12 واستمر معه طيلة ثلاثة مواسم، حيث شارك في 6 مباريات ولم يسجل أي هدف. لينتقل بعدها إلى نادي ريفر بليت في موسم 2012–13 لمدة موسم واحد، مشاركًا في 17 مباراة سجل خلالها 3 أهداف. ثم انتقل إلى نادي هيلاس فيرونا في موسم 2013–14 لمدة موسم واحد، مشاركًا في 33 مباراة سجل خلالها 8 أهداف. هذا وانتقل لاحقًا إلى نادي روما في موسم 2014–15 واستمر معه طيلة ثلاثة مواسم، مشاركًا في 44 مباراة سجل خلالها 3 أهداف. ثم انتقل بعدها إلى نادي بورنموث في موسم 2015–16 لمدة موسم واحد، مشاركًا في مباراتين ولم يسجل أي هدف. ليعود وينتقل من جديد، لكن هذه المرة إلى نادي تورينو في موسم 2016–17 لمدة موسم واحد، مشاركًا في 16 مباراة سجل خلالها هدفًا واحدًا. لينتقل بعدها إلى نادي تيخوانا في موسم 2017–18 لمدة موسم واحد، مشاركًا في 14 مباراة ولم يسجل أي هدف. ثم لعب في نادي أونيفرسيداد ناسيونال في موسم 2018–19 ولمدة موسمين، مشاركًا في 44 مباراة سجل خلالها 6 أهداف. ليعود ويرتحل عنه إلى نادي باتشوكا في موسم 2019–20 لمدة موسم واحد، مشاركًا في 4 مباريات ولم يسجل أي هدف.